# Antoine Ier de Croÿ
Pour les autres membres de la famille, voir Maison de Croÿ.
Antoine Ier de Croÿ dit le Grand (vers 1385, 21 septembre 1475), seigneur de Croÿ, de Renty, de Beaurain, de Bar-sur-Aube et de Rozay, comte de Beaumont (Hainaut), de Porcien et de Guînes, était un seigneur burgondo-flamand.
Il était, gouverneur du comté de Namur et du duché de Luxembourg, figure de proue du parti pro-français à la cour de Philippe le Bon et fut l'un des juges qui siégeait lors du jugement de Jean II d'Alençon en 1458 pour crime de lèse-majesté.

## Biographie

### Ses débuts
Comme son père avant lui il conduisit les armées franco-bourguignonnes contre les révoltés de Liège et les Anglais. Il se distingue à la bataille de Brouwershaven (1426).
Alors qu'il était en mission en la maison du duc du Berry pour Jean sans Peur il est impliqué dans l'assassinat du Louis Ier d'Orléans et fut mis à la question au château de Blois. Cet assassinat déclencha la guerre civile entre Armagnacs et Bourguignons.
Il fut nommé chevalier de la Toison d’Or en 1430 par Philippe le Bon.

### Extension de ses biens
Pendant sa présence au sein de la cour de Bourgogne il obtint la seigneurie du Rœulx en 1429. En 1426 il acheta le château de Montcornet, le rebâtit et l'étendit. En 1431, son mariage avec Marguerite, fille d'Antoine de Vaudémont et de Marie d'Harcourt (1398-1476) lui apporta Aerschot et Bierbeke en dot. 
En 1433, à la suite de l'exécution de Gilles II de Mortagne pour trahison, les biens de ce dernier lui furent donnés par Philippe le Bon. Ses biens furent entre autres le château de Solre-sur-Sambre et le château de Potelle.
En 1438, il acquit le château de Château-Porcien, 
En 1454 il maria Joanne ou Jeanne, sa fille, à Louis Ier « Le Noir » de Bavière, membre de la dynastie de Wittelsbach-Deux-Ponts, né en 1424, duc palatin des Deux-Ponts (1444 - 19 juillet 1489) et comte palatin de Pfalz-Sarrebrück et se rapprocha ainsi du Saint-Empire romain germanique. En 1455 il était fait comte du Porcien et de Guînes par Charles VII de France.
Lors de la succession de Jeanne d'Harcourt, comtesse de Namur, contre sa sœur Marie d'Harcourt (1398-1476), il prit une position qui le mit en défaut par rapport au duc Charles.
Avant de quitter la cour de Bourgogne, il était premier chambellan de Phillippe le Bon.

### Rôle en France
Après l'accession de Charles le Téméraire, Antoine fut accusé de complot avec des astrologues contre son seigneur et s'enfuit en France. Là il assista au couronnement de Louis XI qui conservait son amitié depuis quelques années et devint parrain de Louis XII. Sa réconciliation avec Charles le Téméraire ne se fit pas avant 1468 moment où il recouvra ses possessions bourguignonnes.
Après son sacre, Louis XI le nomma grand maître de l'Hôtel de France en 1461. Toutefois, il fut remplacé, lors de la ligue du Bien public en 1465, par Charles de Melun. Le roi lui octroya les châtellenies de Château-Porcien ainsi que de Cormicy par ses lettres patentes datées de Chartres le 5 novembre 1467.

## Filiation
Il était le fils de Jean de Croÿ et de Marie (ou Marguerite) de Craon.
Il épousa Marie de Roubaix (1390-1430) en 1410 puis en secondes noces Margarette de Lorraine-Vaudémont (1420-1477) en 1432, dame d'Aerschot et de Bierbeke :
- Joanne, 1435-1504, mariée à Louis Ier de Bavière, 1424-1489, "Le Noir", de la dynastie de Wittelsbach-Deux-Ponts;
- Philippe Ier de Croÿ, 1435-1511, qui reprit le titre;
- Jean III de Croÿ, 1436-1505, de qui sera issue la famille des Croÿ-Rœulx;
- Marie, 1440-1489;
- Jacqueline, 1445-1486, qui épousa Jean de Ligne (1435-1491);
- Isabeau, 1450-1523.

## Armoiries
| Figure                                                | Blasonnement |
| couronne comte français.svg · Blason ville fr Rousies | D'après l'illustration ci-dessus : Écartelé : aux 1 et 4, d’argent à trois fasces de gueules ; aux 2 et 3, d’argent à trois doloires de gueules, les deux du chef adossées. ou Écartelé : aux 1 et 4, d'argent, à trois fasces de gueules (Croÿ); aux 2 et 3, d'argent, à trois doloires de gueules, les deux du chef adossées (Renty). Casque couronné,. |